# Оксалат аммония
Оксалат аммония — химическое соединение, 
соль аммония и щавелевой кислоты с формулой (NH4)2C2O4, бесцветные кристаллы, растворяется в воде,
образует кристаллогидрат.

## Получение
- Действие раствора аммиака на раствор щавелевой кислоты:

{\displaystyle {\mathsf {2NH_{3}+H_{2}C_{2}O_{4}\rightarrow (NH_{4})_{2}C_{2}O_{4}}}}

## Физические свойства
Температура плавления: 133°C

## Химические свойства
Как и другие оксалаты, проявляет восстановительные свойства.

## Влияние на организм
Аммоний щавелевокислый – токсичное, едкое вещество, поражающее глаза, кожу, печень, почки, нервы.
Случайное вдыхание пыли вызывает раздражение дыхательных путей. Симптомы: отеки, спазмы, воспаление, пневмония, легочный отек, жжение, кашель, ларингит, одышка, головная боль. Может вызывать тошноту, рвоту, повреждать почки. Возможна смерть. Первая помощь: обеспечить пострадавшего свежим воздухом / искусственной вентиляцией легких.
Кожный покров впитывает реагент при контакте, есть свидетельства возникновения воспаления кожи, дерматит. Могут появиться эпителиальные трещины, язвы, цианоз на пальцах. При попадании в кровоток через трещины и/или порезы на коже может привести к вредным эффектам. Влажная кожа сильней подвержена раздражению при контакте с реагентом. Первая помощь: промывание пораженного участка на протяжении 15 минут, удаление загрязненной одежды и обуви.
Контакт с глазами вызывает раздражение, серьезные ожоги, в некоторых случаях неотвратимые повреждения, потерю зрения. Первая помощь: промывание пораженного глаза/глаз на протяжении 15 минут.
Случайное проглатывание материала может быть вредным. Эксперименты на животных показывают, что незначительные дозы могут привести к серьезному повреждению организма и даже смерти. Большие дозы аммиака или соли аммония приводят к диарее, отравлению. Симптомы: ослабление мышц лица, тремор, беспокойство, снижение мышечной массы и контроля конечностей, тяжелый гастроэнтерит приводит к летальному исходу. В случае отсутствия симптомов в желудочно-кишечном тракте следует обратить внимание на подергивания мышц, судороги, депрессию, расстройство респираторной сердечно-сосудистой системы. Другие симптомы отравления: рвота, головная боль, слабый и нерегулярный пульс, скованность, судороги, ступор, кома. Возможно поражение почек, симптомы: уменьшение частоты мочеиспускания, белок и кровь в моче. Летальная доза для взрослого человека от 10 до 15 грамм, нижний зафиксированный порог – 5 грамм. Первая помощь: прополоскать ротовую полость, в течение 15 минут доставить пострадавшего в больницу / вызвать врача.
Хронические эффекты при влиянии аммония щавелевокислого на организм: дерматит, кашель, одышка, бронхит, повреждение печени и почек, снижение фертильности, боли в спине, истощение, слабость.

## Экология и утилизация
Вреден для водных организмов при низких концентрациях. Не допускать попадания аммония щавелевокислого и его остатков в водозаборы, воду для орошения, озера, ручьи, пруды и реки. Утилизация должна проходить в соответствии с правилами местного / регионального / международного регулирования.

## Хранение
Хранить аммоний оксалат моногидрат надлежит в прохладном месте удаленно от горячих областей, искр и пламени, в хорошо проветриваемом помещении, вдали от несовместимых материалов.
Не добавлять другие материалы в контейнер. Держать контейнер плотно закрытым и сухим. Рекомендуемые условия хранения: стеклянные контейнеры с металлической подкладкой, пластиковые ведра, сохранить контейнера от производителя, проверить наличие маркировки и отсутствие утечек.

## Применение
- В аналитической химии.
- Применяется в производстве взрывчатых веществ, для изготовления металлических лаков, удаление олова из железа и окрашивание. Может применяться для обнаружения и определения кальция, свинца и редкоземельных металлов.
- Использовался для протравливания семян[1][2]
- Как стимулятор роста растений[3][4]